# Le Maître de la prairie
Pour plus de détails, voir Fiche technique et Distribution.
Le Maître de la prairie (The Sea of Grass) est un film américain d'Elia Kazan, sorti en 1947.

## Synopsis
Le destin d'un couple à la fin du XIXe siècle : lui, le « maître de la prairie » riche et despotique propriétaire terrien, elle, fragile jeune fille de Saint-Louis peu apte à une vie solitaire et rude dans un ranch immense. On retrouve la lutte entre la pâture libre et les fermiers qui posent des clôtures et veulent faire pousser du blé, thème cher au western. Mais aussi le conflit entre un homme qui connait la vie et sa femme, généreuse altruiste mais sans expérience. De ce conflit naîtront une rupture suivie d'un bref adultère. Adultère chèrement payé par l'épouse du « maître de la prairie » qui choisira de partir seule, se sacrifiant ainsi à ce qu'elle pense être le bonheur de ses deux enfants qu'elle ne veut pas séparer. Le couple ne se réunira que vingt ans plus tard après le décès tragique du fils illégitime.

## Fiche technique
- Titre : Le Maître de la prairie
- Titre original : The Sea of Grass
- Réalisation : Elia Kazan
- Scénario : Marguerite Roberts et Vincent Lawrence d'après le roman The Sea of Grass de Conrad Richter
- Photographie : Harry Stradling Sr.
- Montage : Robert Kern
- Musique : Herbert Stothart, Alberto Colombo (non crédité), Hugo Frey (non crédité), David Snell (non crédité)
- Direction artistique : Cedric Gibbons et Paul Groesse
- Décors : Edwin B. Willis
- Costumes : Walter Plunkett, Valles et Irene
- Producteur : Pandro S. Berman
- Société de production : Metro-Goldwyn-Mayer
- Pays d'origine :  États-Unis
- Langue : anglais
- Format : noir et blanc – 35 mm – 1,37:1 – mono (Western Electric Sound System)
- Genre : drame, western
- Durée : 123 minutes
- Dates de sortie : 
  - États-Unis : 27 février 1947 New York
  - États-Unis : 25 avril 1947
  - France : 27 février 1948
- Affiche : Roger Soubie (France)

## Distribution
- Katharine Hepburn (VF : Paula Dehelly) : Lutie Cameron Brewton
- Spencer Tracy (VF : Serge Nadaud) : Colonel James B. "Jim" Brewton
- Robert Walker : Brock Brewton
- Melvyn Douglas : Brice Chamberlain
- Phyllis Thaxter : Sara Beth Brewton
- Edgar Buchanan : Jeff
- Harry Carey : « Doc » J. Reid
- Ruth Nelson : Selina Hall
- William 'Bill' Phillips : Banty
- Robert Armstrong : Floyd McCurtin
- James Bell : Sam Hall
- Charles Trowbridge : George Cameron
- Russell Hicks : Le major Harney
- Robert H. Barrat : Le juge Seth White
- Trevor Bardette : Andy Boggs
- Nora Cecil : L'infirmière

Acteurs non crédités
- Myrtle Anderson : une villageoise
- Frank Austin : un employé de gare
- Marietta Canty : Rachael
- Nora Cecil : Mme Ryan, l'infirmière
- Davison Clark : un vacher
- Joseph Crehan : Le sénateur Grew
- John Hamilton : Forrest Hamilton
- Paul Langton : Le jeune docteur
- Charles Middleton : Charley
- George Reed : Oncle Nat
- Wyndham Standing : Un joueur
- Dorothy Vaughan : Mme Hodges

## À noter
- Le tournage s'est déroulé du 20 mai jusqu'au début août 1946[1].
- D'abord enthousiaste, Elia Kazan manifesta sa déception à propos des lieux de tournage. Alors qu'il souhaitait tourner au cœur des grandes plaines du Mississipi, les producteurs s'opposèrent et lui imposèrent un lieu qui ne convenait pas à sa vision[2]. Dans le montage final, ils rajoutèrent des plans issus de leurs réserves de données[3].
- Le rôle de Lutie était prévu, à l'origine, pour Myrna Loy. Dans la foulée de Pilote d'essai, la MGM voulait réunir les deux acteurs dès 1939 mais la guerre empêcha le projet d'être mené à bien [4]. Spencer Tracy bien que lié à Katharine Hepburn voulait faire une série de films avec elle, d'autant plus qu'il voyait là l'occasion de reprendre sa liaison avec Myrna Loy[5]. La production  choisit finalement Katharine Hepburn qui  accepta de jouer[6], irritant Myrna Loy [7].
- Le film engendra un profit de 3 150 000 dollars aux États-Unis et 1 539 0000 dans le reste du monde[8].
- Déçu par le résultat final, Elia Kazan découragea les gens à aller voir le film, affirmant :"c'est le pire film que je n'aie jamais fait. Ne le regardez pas."[9].